# Javier Fuchslocher
Javier Alejandro Fuchslocher Baeza (Los Ángeles, 14 de octubre de 1988) es un profesor y político socialista chileno, que desde julio de 2021 se desempeñó como miembro de la Convención Constitucional en representación del distrito n° 21 (correspondiente a las provincias de Biobío y Arauco).
El 19 de diciembre de 2024 fue designado por el presidente Gabriel Boric como delegado presidencial en la provincia de Biobío.

## Biografía
Sus primeros estudios los realizó en la Escuela D-870 España y en el Liceo A-59, ambos en la ciudad de Los Ángeles. Se trasladó a Chillán para estudiar Pedagogía y se tituló de profesor de Historia y Geografía en la Universidad del Bío-Bío en 2012, y trabajó en el Colegio Marta Brunet de Los Ángeles. Posteriormente realizó un magíster en gestión directiva en la Universidad Santo Tomás (UST).

### Convencional constituyente
Presentó su candidatura a las elecciones de convencionales constituyentes en la lista «Independientes por una Nueva Constitución», perteneciente al colectivo Independientes No Neutrales, en el distrito 21 (Región del Biobío), resultando electo debido al mecanismo de paridad de género aplicado para dicha elección.
Fuchslocher es abiertamente gay, y el 28 de junio de 2021 fue uno de los fundadores de la «Red Disidente Constituyente», destinada a coordinar la visibilidad y representación de la diversidad sexual en la Convención Constitucional. Los otros integrantes del grupo son Jeniffer Mella, Bessy Gallardo, Valentina Miranda, Gaspar Domínguez, Pedro Muñoz Leiva, Tomás Laibe y Rodrigo Rojas Vade.
El 28 de julio de 2021 fue elegido coordinador de la Comisión de Participación Popular y Equidad Territorial de la Convención Constitucional, junto con Lisette Vergara.

### Candidatura a consejero regional (2024)
El 3 de agosto de 2024, medios de prensa de la Provincia de Biobío confirmaron su candidatura a consejero regional en representación del Partido Socialista de Chile. En este proceso electoral no resultó elegido.

## Historial electoral

### Elecciones de convencionales constituyentes de 2021
- Elecciones de convencionales constituyentes de 2021, para convencional constituyente por el Distrito N° 21 (Alto Biobío, Antuco, Arauco, Cabrero, Cañete, Contulmo, Curanilahue, Laja, Lebu, Los Álamos, Los Ángeles, Lota, Mulchén, Nacimiento, Negrete, Quilaco, Quilleco, San Rosendo, Santa Bárbara, Tirúa, Tucapel y Yumbel).[13]

| Candidato                | Pacto                           | Partido | Votos  | %    | Resultado    |
| ------------------------ | ------------------------------- | ------- | ------ | ---- | ------------ |
| Vanessa Hoppe Espoz      | Apruebo Dignidad                | ILYQ    | 11 203 | 6.64 | Convencional |
| Paulina Veloso Muñoz     | Vamos por Chile                 | RN      | 8 859  | 5.08 | Convencional |
| Ítalo Gallegos Pulido    | Bíobío sin Partidos             | ILF     | 8 324  | 4.94 |              |
| Clara Sagardía Cabezas   | Ind. por una Nueva Constitución | ILYV    | 8 191  | 4.86 |              |
| Ítalo Zunino Besnier     | Vamos por Chile                 | EVO     | 8 055  | 4.78 |              |
| Paz Quevedo Paredes      | Bíobío sin Partidos             | ILF     | 7 870  | 4.67 |              |
| Luis Barceló Amado       | Lista del Apruebo               | ILYB    | 7 576  | 4.49 | Convencional |
| Carolina Gárate Vergara  | Ciudadanos Cristianos           | ILYX    | 6 969  | 4.13 |              |
| Jorge Guzmán Acuña       | Vamos por Chile                 | ILXP    | 6 185  | 3.67 |              |
| Javier Fuchslocher Baeza | Ind. por una Nueva Constitución | ILYV    | 5 952  | 3.53 | Convencional |
| Vasili Carrillo Nova     | Apruebo Dignidad                | ILYQ    | 3 933  | 2.33 |              |